# Tipula (Emodotipula) fabriciana
Tipula (Emodotipula) fabriciana is een tweevleugelige uit de familie langpootmuggen (Tipulidae). De soort komt voor in het Oriëntaals gebied.